# Kolegiata św. Mikołaja w Wolborzu
Kolegiata św. Mikołaja w Wolborzu – rzymskokatolicki kościół parafialny należący do dekanatu wolborskiego archidiecezji łódzkiej.

## Historia
Jest to kościół pierwotnie gotycki (XV wiek), rozbudowany w XVI wieku, przebudowany w 1766 roku przez Franciszka Placidiego. W drewnianych ołtarzach znajdują się obrazy Franciszka Smuglewicza. W roku 1544 biskup Piotr Gamrat wyniósł kościół do godności kolegiaty, jednocześnie erygując przy niej kapitułę kolegiacką, zatwierdzoną przez papieża Pawła III w 1546 r. W 1819 roku kolegiata została zniesiona decyzją władz carskich. W dniu 6 lipca 2008 r. kościół wolborski odzyskał godność kolegiaty dekretem arcybiskupa, metropolity łódzkiego Władysława Ziółka. W dniu 26 czerwca 2010 roku arcybiskup Władysław Ziółek powołał Kapitułę Kolegiacką Wolborską. Jej prepozytem ustanowił ks. Grzegorza Gogola (proboszcz parafii Wolbórz). W 2015, z okazji 950-lecia miasta, uruchomiono na wieży instalację hejnału miejskiego.

## Tablice pamiątkowe
W kruchcie kościoła wiszą tablice upamiętniające:
- księdza infułata Bolesława B. Wróblewskiego (1867–1951), lokalnego proboszcza w latach 1906–1910, prezesa wolborskiej OSP, posła na Sejm II RP w latach 1919–1923 (odsłonięta w roku 2001)
- profesora Edwarda Mąkoszę, założyciela chóru kościelnego w setną rocznicę jego założenia (1904–2004)
- kapitana Piotra Thury, zm. 6 września 1836[2]

Ponadto na zewnętrznej elewacji wisi tablica upamiętniająca wyjście wojsk polskich z Wolborza pod Grunwald w 1410, ufundowana w 1927 przez Zrzeszenie Piotrkowiaków.

## Galeria

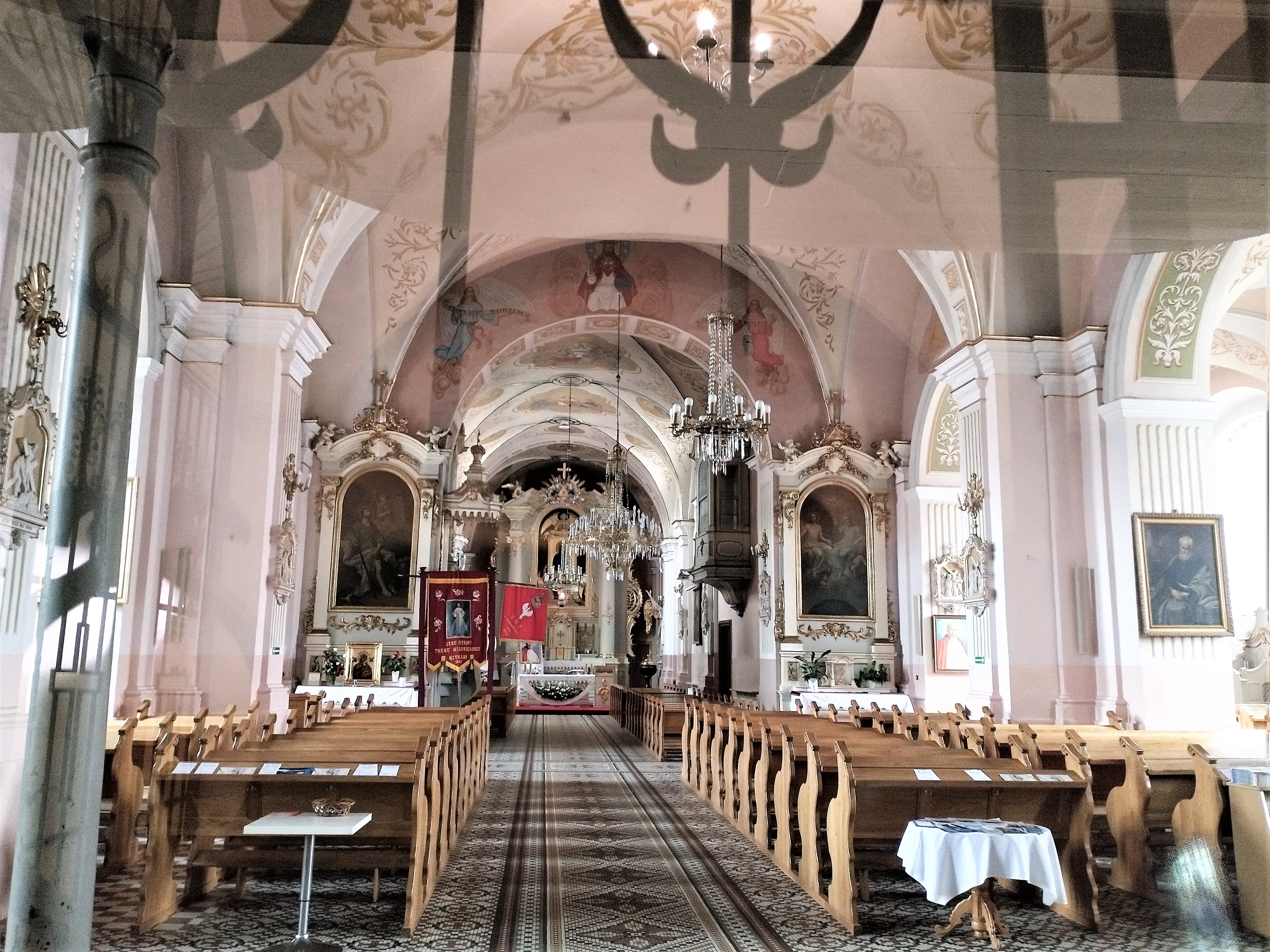
Wnętrze z ołtarzem
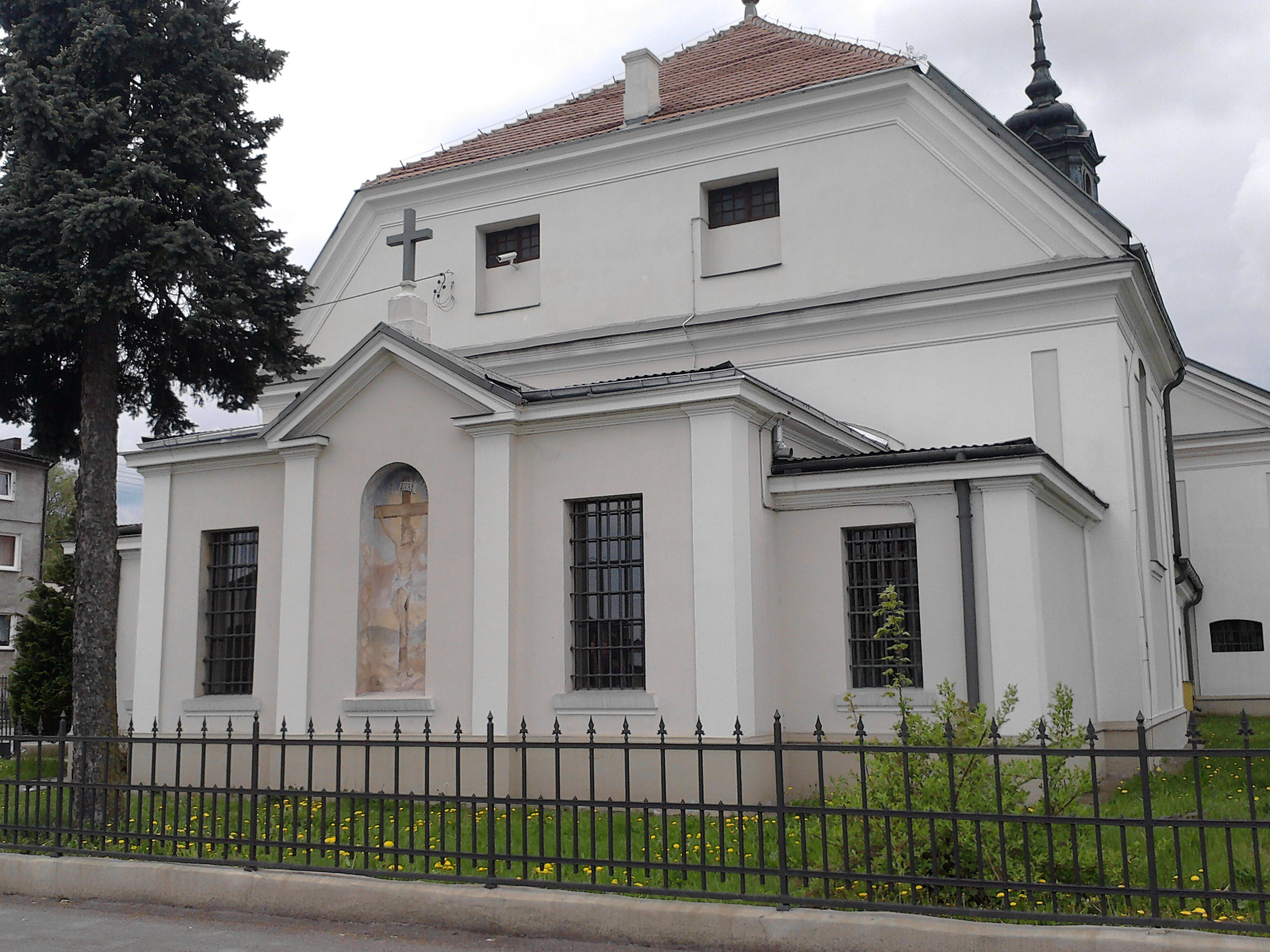
Widok od strony zakrystii
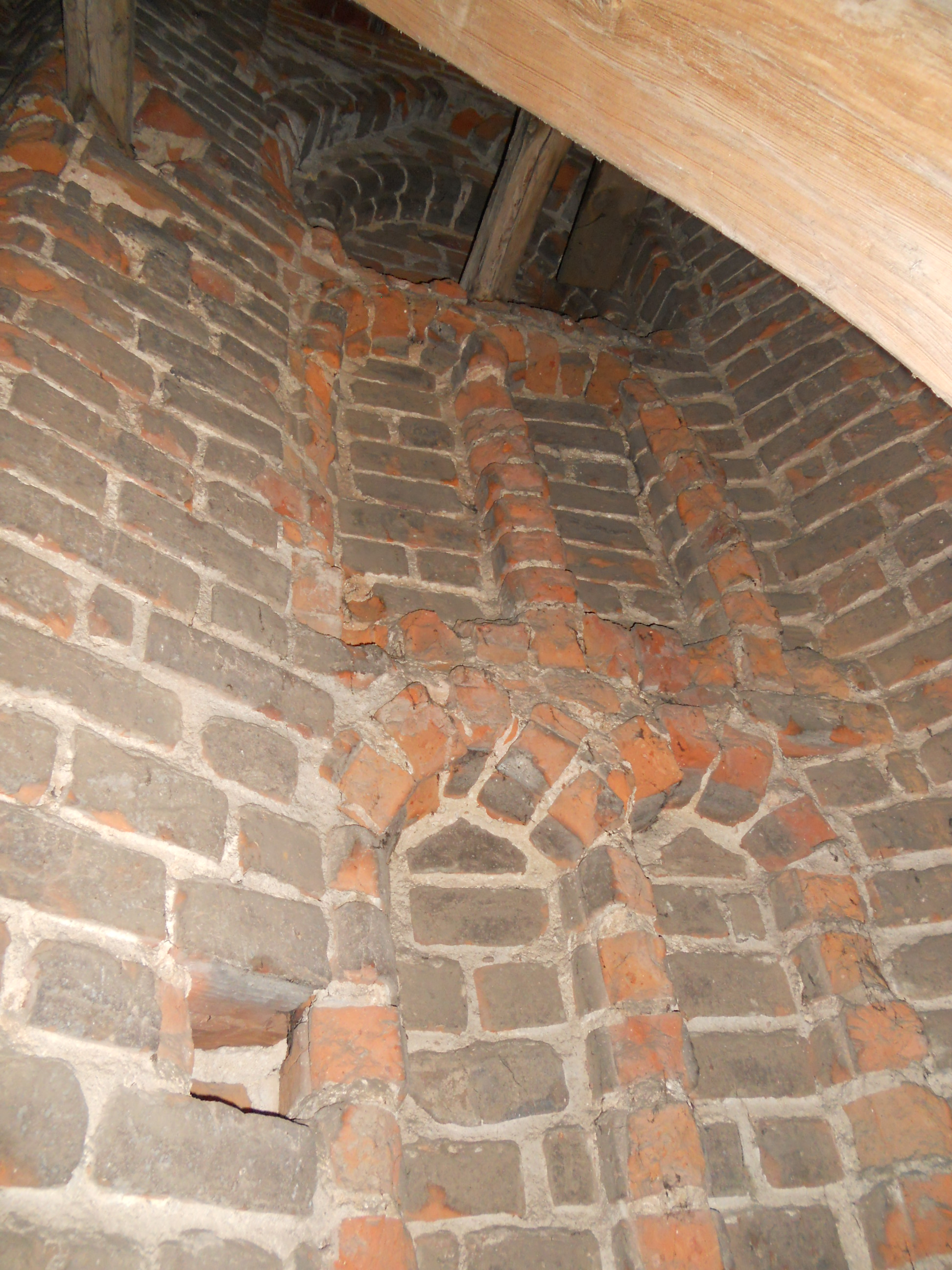
Średniowieczna ściana szczytowa ukryta pod obecną więźbą dachową